# Dmitri Dmitrievitch Maksoutov
Pour les articles homonymes, voir Dmitri Maksoutov.
Dmitri Dmitrievitch Maksoutov (en russe : Дмитрий Дмитриевич Максутов) (23 avril 1896-12 août 1964) est un opticien et astronome soviétique, principalement connu pour l'invention du télescope qui porte son nom, le télescope Maksoutov.

## Jeunesse
Dmitri Maksoutov est né dans la ville portuaire d'Odessa en Ukraine. Son père était un officier de marine qui servait alors dans la flotte de la mer Noire. Il est issu d'une longue tradition maritime familiale. Son grand-père, Dmitri Petrovitch Maksoutov (1832-1889) se vit accorder le titre de prince pour bravoure au combat et fut le dernier gouverneur de l'Alaska russe, avant son rachat par les États-Unis en 1867. Dmitri Maksoutov s'intéressa dès l'enfance à l'astronomie et construisit son premier télescope quand il n'avait que 12 ans. Plus tard, il lut les ouvrages de l'opticien russe A. A. Chikin, qui deviendra son professeur. Il construisit un second et meilleur télescope et commença de sérieuses observations astronomiques. À 15 ans, il était déjà membre de la Société astronomique russe. Trois ans plus tard, il fut diplômé de l'Université technique du génie militaire de Saint-Pétersbourg. Entre 1921 et 1930, il travailla à l'Institut de Physique de l'université d'Odessa dans les domaines de l'optique et de l'astronomie.

## Début de carrière

Télescope Maksoutov

En 1930, Dmitri Dmitrievitch Maksoutov créa le laboratoire d'optique astronomique au sein de l'Institut d'optique d'État de Léningrad et le dirigea jusqu'en 1952. Ce laboratoire était alors l'un des centres de recherches leaders dans le domaine de l'optique en Union soviétique. Quand il publia Anaberrating reflecting surfaces and systems and their new testing methods (1932), dans lequel il analysait les systèmes à double miroirs aplanatiques et introduisit la « méthode compensatoire », qu'il proposa dès 1924. Cela devint la principale méthode de contrôle pour l'étude des miroirs avec la « méthode de l'ombre ».

## Inventions
Dmitri Maksoutov publia en 1944 la conception d'un télescope dans un article intitulé « Nouveaux systèmes de ménisques catadioptrique »,
Sa contribution la plus connue à l'optique fut réalisée en 1944 avec l'invention du télescope qui porte son nom. Comme pour le télescope de Schmidt, Maksoutov corrige les aberrations géométriques en plaçant une lentille correctrice devant le miroir primaire. Cependant, là où Schmidt utilisait un correcteur asphérique, Maksoutov utilisait un correcteur à ménisque sphérique profondément incurvé. Cette méthode ne fut pas seulement adoptée par son propre laboratoire et par d'autres laboratoires soviétiques, mais également par plusieurs laboratoires étrangers. Des fabricants de télescopes comme Celestron, Meade Instruments et Questar produisirent des télescopes Maksoutov.
Dmitri Maksoutov créa plusieurs miroirs, des objectifs, des prismes (optiques) de tailles et pour des buts variés. Il créa également un photo-gastrographe, instrument utilisé pour photographier l'estomac, une aiguille microscope, des lunettes astronomiques et d'autres instruments.
En 1944, grâce à son célèbre article, il devint professeur et à partir de 1946, membre-correspondant de l'Académie des sciences d'URSS. À partir de 1952, il travailla à l'observatoire de Poulkovo.
Il est décédé le 12 août 1964 à Léningrad.

## Distinctions
- Prix Staline de 3e classe : 1941
- Prix Staline de 1re classe : 1946
- 2 ordres de Lénine (1945, 1958)
- Médaille d'honneur (1943)
- Grand Prix de l'Exposition universelle de 1958 à Bruxelles